# 沈阳联勤保障中心
沈阳联勤保障中心，位于辽宁省沈阳市，为中国人民解放军联勤保障部队下属副军级单位，隶属武汉联勤保障基地。

## 沿革
1961年9月，在沈阳市组建中国人民解放军后勤第2分部。1968年3月，改称沈字439部队。1975年8月，改称中国人民解放军81875部队。1999年，改称中国人民解放军联勤第2分部。中国人民解放军联勤第2分部驻沈阳市。
在深化国防和军队改革中，2016年1月中国人民解放军总后勤部撤销，组建中央军事委员会后勤保障部。中国人民解放军总后勤部武汉后方基地改为中央军事委员会后勤保障部武汉后方基地。
2016年9月13日，中国人民解放军联勤保障部队成立大会在北京八一大楼举行，组建武汉联勤保障基地，作为中央军委联勤保障部队的最高机关，领导无锡、桂林、西宁、沈阳、郑州5个联勤保障中心。

## 机构设置
- 分部：？个
- 参谋部
  - 战勤训练处
  - 直属工作处
- 政治工作部
  - 宣传处
  - 兵员和文职人员处
- 供应处[4]
- 运输投送处[5][4]
- 卫勤处
- 仓储管理处
- 军事设施建设处
- 科技和信息化处

| 军事代表办事处 - 驻沈阳铁路局军事代表办事处 - 驻大庆东站军事代表办事处 - 驻哈尔滨铁路局军事代表办事处 - 驻呼和浩特铁路局军事代表办事处 - 驻济南铁路水路军事代表办事处 …… | 直属单位 - 中国人民解放军北部战区总医院 - 中国人民解放军联勤保障部队第九六〇医院 - 中国人民解放军联勤保障部队第九六一医院 - 中国人民解放军联勤保障部队第九六二医院 - 中国人民解放军联勤保障部队第九六三医院 - 中国人民解放军联勤保障部队第九六四医院 - 中国人民解放军联勤保障部队第九六五医院 - 中国人民解放军联勤保障部队第九六六医院 - 中国人民解放军联勤保障部队第九六七医院 - 中国人民解放军联勤保障部队第九六八医院 - 中国人民解放军联勤保障部队第九六九医院 - 中国人民解放军联勤保障部队第九七〇医院 - 中国人民解放军联勤保障部队大连康复疗养中心 - 中国人民解放军北部战区疾病预防控制中心 …… |

## 历任领导
| 沈阳联勤保障中心主任 1. 朱满（2016年—） 沈阳联勤保障中心副主任 - 唐龙清（2016年—） | 沈阳联勤保障中心政治委员 1. 黄天信大校（2016年9月—） 沈阳联勤保障中心副政治委员 |